# Корсак, Тадеуш

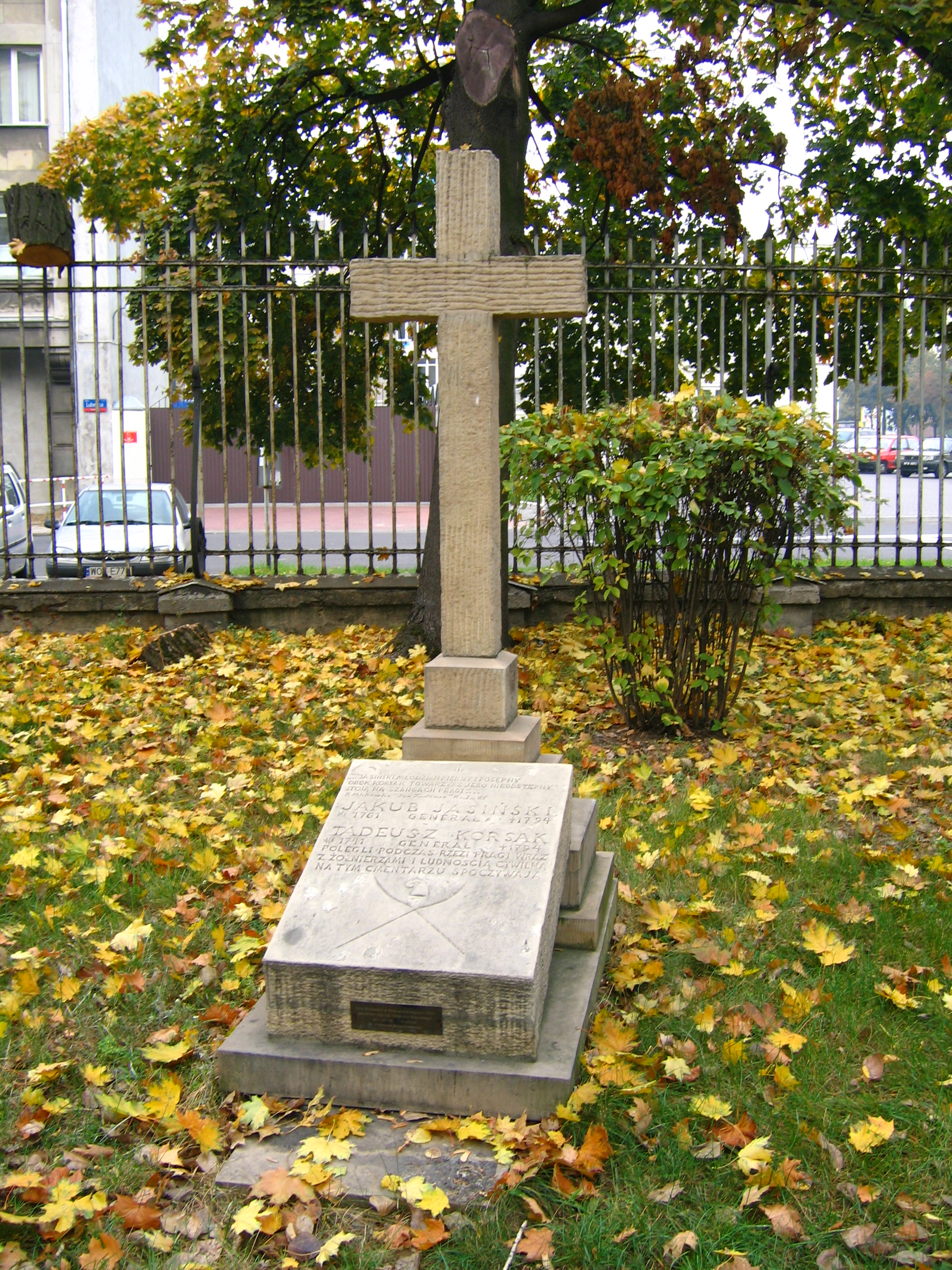
Могила польских генералов Тадеуша Корсака и Я́куба Яси́нского на Камионковском кладбище в Варшаве

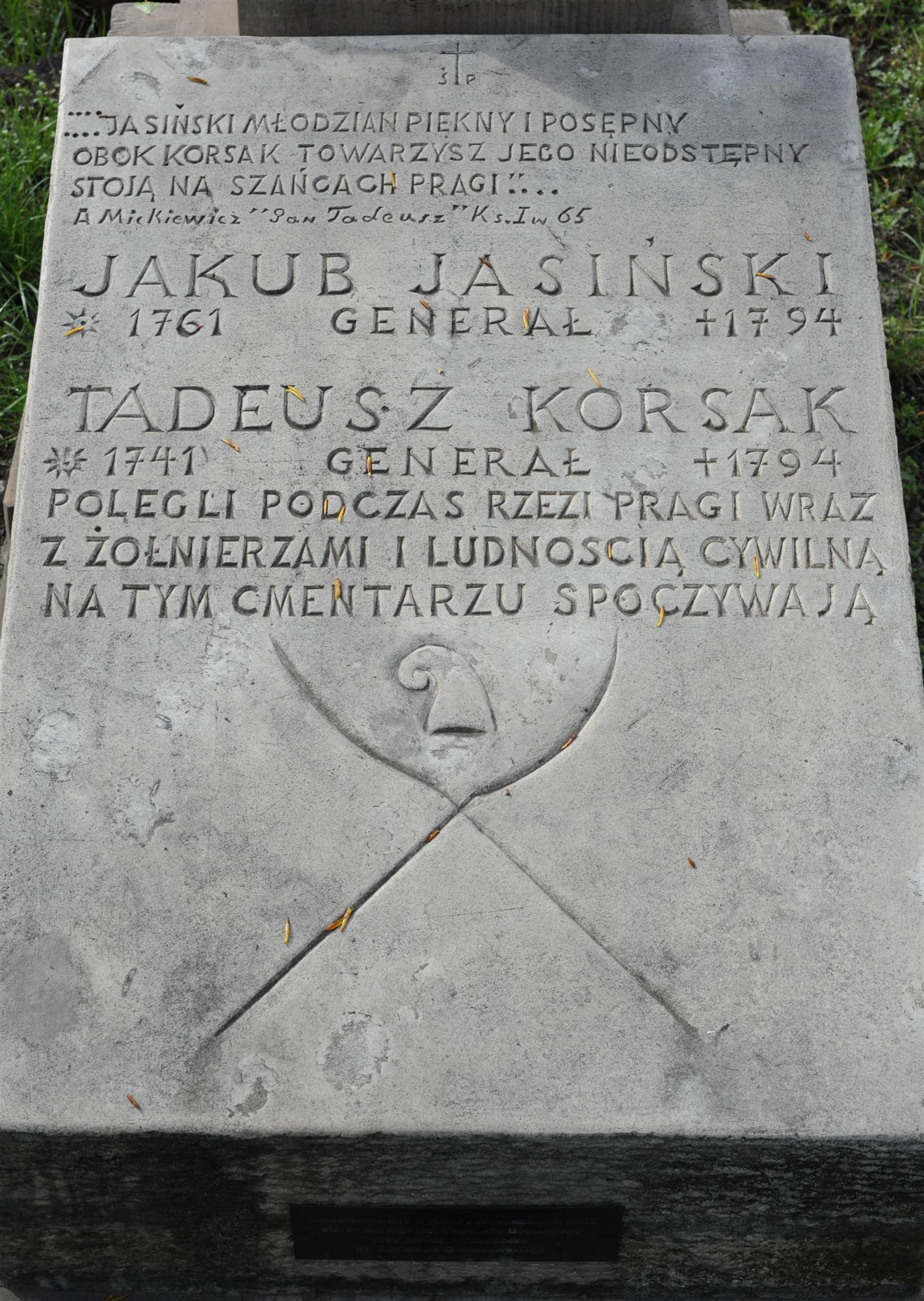
Надгробная плита генералов Корсака и Ясинского

Тадеуш Корсак (пол. Tadeusz Korsak; 1741, Заскорки — 4 ноября 1794, Варшава) — государственный, общественный и военный деятель Речи Посполитой. Генерал. Участник восстания Костюшко.

## Биография
Происходил из рода Корсаков собственного герба — одного из старейших и богатейших в Полоцком княжестве, а позже в Великом княжестве Литовском и Речи Посполитой. Сын полоцкого обозного Кароля Корсака.
Обучался в иезуитской школе в Полоцке. Казначей полоцкий (1767), стражник полоцкий (1773—1775). Подчаший полоцкий (1775—1785), с 1787 года — виленский земский судья.
В 1790 году избран депутатом (послом) Четырёхлетнего сейма Речи Посполитой от Виленского воеводства Великого княжества Литовского.
Член политического клуба «Объединение сторонников правительственной конституции». Участник восстания Костюшко. В чине генерала командовал посполитым рушением Виленского воеводства.
Погиб во время штурма предместья Варшавы — Праги русскими войсками под командованием А. В. Суворова 4 ноября 1794 года.
Похоронен на Камионковском кладбище в Варшаве.